# Entwicklungsbank

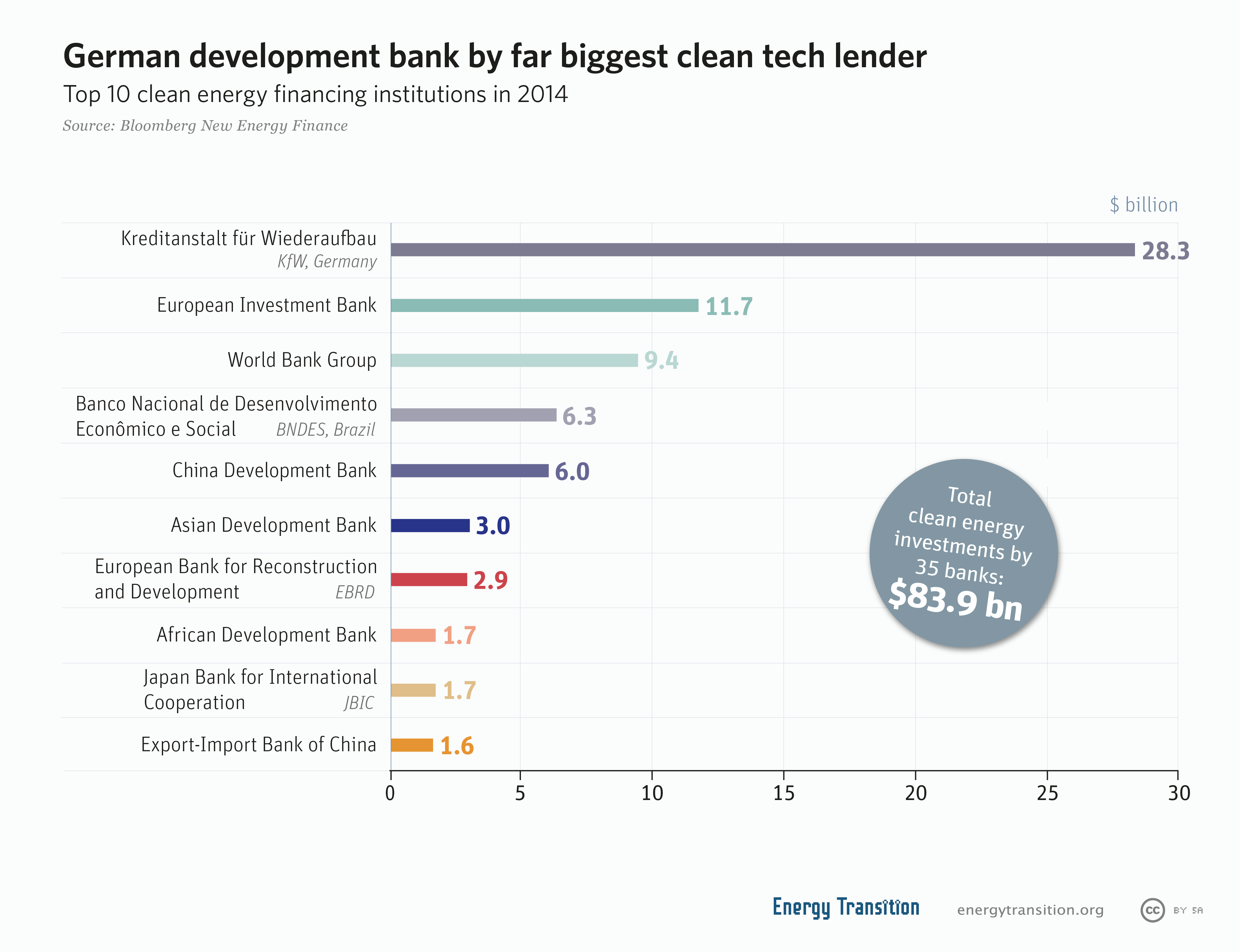

Entwicklungsbanken (englisch development banks) sind Spezialbanken, die durch Beratung, wirtschaftliche oder technische Hilfe die wirtschaftliche und soziale Entwicklung von Entwicklungsländern oder deren Regionen fördern sollen.

## Allgemeines
Entwicklungsbanken sind mit Sonderaufgaben betraut, die von Geschäftsbanken wegen des damit verbundenen hohen Kreditrisikos und des speziellen Know-how nicht getätigt werden. Sie sind meist in Staaten tätig, deren Bonität von Ratingagenturen als spekulativ eingestuft wird.  Entwicklungsbanken wickeln im Regelfall die staatliche Entwicklungsfinanzierung ab. Zu diesem Zweck haben die meisten Industrieländer spezifische Entwicklungsbanken gegründet. Großbritannien hingegen besitzt keine Entwicklungsbanken, weil im Rahmen der Entwicklungszusammenarbeit aus historischen Gründen keine Kredite, sondern nur Zuschüsse vergeben werden.

## Geschichte
Entwicklungsbanken sind ein relativ junger Banktypus, denn das Vorläuferinstitut der heutigen französischen Agence Française de Développement war im Dezember 1941 das erste Institut, das Projekte in den französischen Überseeprovinzen finanzieren sollte. Im Dezember 1945 entstand die Weltbank, die heute größte Entwicklungsbank. Im Februar 1948 wurde in London die Commonwealth Development Corporation (CDC) gegründet. Entwicklungsbank des Bundes ist die im November 1948 gegründete KfW. Eine der jüngsten Entwicklungsbanken ist die seit März 2008 bestehende Oesterreichische Entwicklungsbank (OeEB).

## Arten
Je nach Tätigkeitsgebiet unterscheidet man multilaterale und regionale Entwicklungsbanken. Ist ihr Fördergebiet aufgrund ihrer Satzung auf das Sitzland oder auf bestimmte andere Staaten begrenzt, spricht man von einer regionalen oder internationalen Entwicklungsbank mit regionalem Schwerpunkt. Es handelt sich um „Selbsthilfeeinrichtungen“ der jeweiligen Regionen zur Förderung ihrer wirtschaftlichen Entwicklung. Auf europäischer Ebene gibt es zwei bedeutende regionale Entwicklungsbanken, die Europäische Investitionsbank (EIB) und die Europäische Bank für Wiederaufbau und Entwicklung. In Asien ist die Asiatische Entwicklungsbank tätig. Multinationale oder internationale Entwicklungsbanken weisen keine staatliche Beschränkung auf und können ihre Aufgaben weltweit wahrnehmen. Hierzu gehören die Weltbank und die KfW. Die Deutsche Bundesbank listet insgesamt 26 international tätige Entwicklungsbanken auf.

## Aufgaben
Neben der Beratungstätigkeit spielt bei Entwicklungsbanken insbesondere die wirtschaftliche Hilfe eine besondere Rolle. Diese erfolgt in erster Linie durch die Gewährung von Krediten oder die Übernahme von Beteiligungen aus Bankmitteln. Da die Entwicklungshilfe meist bilateral zwischen Staaten gewährt wird, sind Entwicklungsbanken hierbei allenfalls als Treuhänder eingeschaltet. Zur Systematisierung arbeiten viele Entwicklungsbanken mit so genannten Programmen, die bestimmte Entwicklungsprojekte vorsehen und hierfür die Förderungsbedingungen (Konditionalität) festlegen. Um bei den folgenden Entwicklungsfinanzierungen die ganze oder teilweise Versickerung der Gelder durch Korruption in den begünstigten Entwicklungsländern zu verhindern, können vor Ort Kontrollen bei der Verwendung der Gelder vorgesehen werden.   
Überwiegend stellen Entwicklungsbanken für Investitionen im öffentlichen Sektor einen Teil der notwendigen Finanzierung zur Verfügung und gewähren auch Kredite für privatwirtschaftliche Vorhaben (ohne Absicherung durch staatliche Garantien). Entwicklungsbanken können ihre Projekte im Rahmen der Kofinanzierung auch mit anderen Geschäftsbanken teilen. 
Die Refinanzierung von Entwicklungsbanken wird überwiegend durch die Emission von Schuldverschreibungen sichergestellt, die aufgrund guter Ratings auf dem Kapitalmarkt leicht verkäuflich sind. Das liegt unter anderem auch an der bankenaufsichtsrechtlichen Gleichstellung von 14 multilateralen Entwicklungsbanken mit Staaten, denen ein Risikogewicht von 0 % beigemessen wird. Die für Kreditinstitute der EU-Mitgliedstaaten geltende Kapitaladäquanzverordnung (englische Abkürzung CRR) sieht dieses Risikogewicht in Art. 117 Abs. 2 CRR für diese 14 Entwicklungsbanken mit der Folge vor, dass andere Kreditinstitute ihre Risikopositionen gegenüber Entwicklungsbanken nicht mit Eigenkapital zu unterlegen haben. Diese Privilegierung gilt auch für die von multilateralen Entwicklungsbanken emittierten Schuldverschreibungen, die als Kreditsicherheiten den europäischen Staatsanleihen gleichgestellt werden (Art. 197 Abs. 2c CRR). Bankkredite an multilaterale Entwicklungsbanken zählen nach Art. 400 Abs. 1b CRR nicht zu den Großkrediten.

## Bekannte Entwicklungsbanken (Auswahl)
- Afrikanische Entwicklungsbank (AfDB)
- Asiatische Entwicklungsbank (ADB)
- Asiatische Infrastrukturinvestmentbank (AIIB)
- Bank des Südens (Banco del Sur)
- Deutsche Investitions- und Entwicklungsgesellschaft (DEG)
- Entwicklungsbank des Europarates (CEB)
- Eurasische Entwicklungsbank
- Europäische Bank für Wiederaufbau und Entwicklung (EBRD)
- Europäische Investitionsbank (EIB)
- Interamerikanische Entwicklungsbank (IADB)
- Islamische Entwicklungsbank (IDB)
- Karibische Entwicklungsbank (CDB)
- New Development Bank (NDB)
- Black Sea Trade and Development Bank (BSTDB)
- Weltbank
- Zentralamerikanische Bank für Wirtschaftsintegration (BCIE)